# Amenuahsu
Amenuahsu fue un alto funcionario del Antiguo Egipto que pertenecía a una familia tebana de funcionarios al servicio del rey. Entre sus títulos se encuentra el de escriba de las Sagradas Escrituras del dominio de Amón y escriba de la Casa de Vida durante el reinado de Ramsés II (Dinastía XIX), sacerdote uab de Sejmet, el que purifica la mesa de ofrendas, jefe de la Fiesta de todos los dioses en su festividad anual y guía de la Barca (del Dios) asegurando hechizos de glorificación de su boca.
Amenuahsu era hijo de Simut, jefe de dibujantes al servicio del templo de Amón-Ra en Karnak y de la dama Uiay. Su esposa, llamada Iuy era cantora de Bastet, Señora de la casa y Señora de Anj Tauy. Sus hijos varones fueron Ipu y Dedia, escriba de la Casa de Vida y se conoce el nombre de una de sus hijas: Merysejmet y un nieto llamado Jaemopet, escriba en la Casa de Vida e hijo de Merysejmet. Khaemopet Scribe of the Sacred books. En una estela que pertenece a Jaemopet se menciona a su padre, Amenuahsu y a su madre Nebteikhuru. La esposa de Jaemopet, llamada Baketuerel, era cantora de Amón e hija de Uerelay. A su vez, su hijo Montemhab fue escriba en el templo de Montu.
Su tumba (TT111) se encuentra en  Sheij Abd el-Qurna que habría sido usurpada al final del período ramésida por un hombre llamado Pa-tejy (o Pa-iabty), servidor en la casa de Amón y cuya esposa se llamaba Hepet.